# تويوتا لاند كروزر برادو
تويوتا لاند كروزر برادو (اليابانية:ト ヨ タ ・ ラ ン ド ク ル ル ー ザ ー プ ラ ド)، سيارة دفع رباعي من إنتاج شركة تويوتا اليابانية. تعرف غالبًا باسم برادو. أنتجت لأول مرة عام 1984 ومر إنتاجها بأربع أجيال، الجيل الرابع بدأ إنتاجه عام 2009 وهو لازال ينتج. من إنتاج شركة تويوتا اليابانية لصناعة السيارات. برادو هي واحدة من أصغر السيارات في النطاق. من عام 2009، تعتمد سيارة برادو على منصة تويوتا J150. في بعض البلدان، يتوفر مثل لكزس جي إكس المكافئ.
يمكن أيضًا الإشارة إلى برادو باسم لاند كروزر LC70 وLC90 وLC120 وLC150 اعتمادًا على النظام الأساسي. في بعض الأسواق، تُعرف ببساطة باسم تويوتا برادو.
في أمريكا الشمالية، لا تعد برادو جزءًا من مجموعة لاند كروزر؛ تحتل سيارة لكزس GX التي تم تجديدها مكانة برادو في الديكور الفاخر. تستخدم GX ألواح هيكل متطابقة عمليا ومحرك V8.
يحتوي برادو على هيكل الإطار سلم وصناديق نقل ثنائية السرعة ومحاور شعاع خلفي. تحتوي منصة J70 على محور شعاع أمامي، في حين أن منصات J90 وJ120 وJ150 لها تعليق أمامي مستقل.
أصبحت سيارة برادو متاحة في كل سوق من أسواق تويوتا، باستثناء الولايات المتحدة وكندا (كلاهما متاح مثل لكزس GX) والمكسيك والبرازيل وكوريا الجنوبية، اعتبارًا من عام 2014.

## سلف (J70: 1984-1990)
تم تطويرها لأول مرة لتكون السيارة الخفيفة من سلسلة 70، في نوفمبر 1984. متوفرة فقط بجسم قصير مع خيارات للسقف الناعم أو السقف الصلب (سقف معدني). تم صنع أسماء مثل لاند كروزر وبونديرا لسيارات لاند كروزر «الخفيفة» هذه. كانت بونديرا عبارة عن قاعدة عجلات قصيرة - تبلغ 2310 ملم (90.9 بوصة) - ببابين، سطح بلاستيكي، وأبواب حظيرة في الخلف. كانت هناك ثلاثة خيارات للمحرك، محرك بنزين 2.4 لتر (2366 سم مكعب) 22R و 2.4 لتر (2446 سم مكعب) 2 لتر و 2 لتر ديزل ومحركات ديزل بشاحن توربيني ناقل الحركة لمحرك البنزين هو من النوع G52 بينما تستخدم محركات الديزل أنواع R150 و R151. كانت هذه هي نفس المحركات وناقل الحركة المستخدم في 4رنر، بالتعاون مع هينو.

## الجيل الأول (J70: 1990-1996)
تم تقديم نوع جديد، برادو، مع شبكة أمامية أعيد تصميمها، ورفارف أمامية، وغطاء محرك، ومصابيح أمامية، في أبريل 1990. في الوقت نفسه، لا تزال أسماء مثل لاند كروزر ولاند كرورز II مستخدمة في أجزاء أخرى من العالم إلى جانب اليابان. على الرغم من تصميم الهيكل على الإطار مما يجعلها عالية القدرة على الطرق الوعرة، فقد تم تسويق السيارة نحو الاستخدام على الطريق.
تم تزويدها بحقن الوقود الإلكتروني وناقل حركة أوتوماتيكي بأربع سرعات، في اليابان. تم تركيب محرك ديزل بشاحن توربيني سعة 2.4 لتر بقوة 71 كيلو واط (97 حصان، 95 حصان) وعزم دوران عالي 240 نيوتن متر (177 رطل قدم). تضمنت التشكيلة إصدارات 2 باب و 4 أبواب متوفرة في فئات SX أو LX أو EX 4 .
تم تغيير التعليق الأمامي إلى تصميم «ممتص الصدمات عبر الزنبرك» لتحسين التحكم. بلمسة زر يمكنك التبديل بين مراحل الامتصاص. تمت ترقية محرك البنزين 22R إلى محرك 22R-E (حقن الوقود الإلكتروني)، وتم استبدال محركات الديزل بمحرك 2.8 لتر (2776 سم مكعب) 3 لتر، واستبدال محرك الديزل 2.4 لتر (2446 سم مكعب) 2L-T بشاحن توربيني بواسطة محرك الديزل 2L-TE المحقون إلكترونياً. في عام 1993، تم استبدال محرك البنزين 22R-E بمحرك بنزين سعة 2.7 لتر (2693 سم مكعب) 3RZ-FE وتم استبدال محرك الديزل 2L-TE بشاحن توربيني بمحرك ديزل توربو 3.0 لتر (2982 سم مكعب) 1KZ-T مع اسطوانة الألومنيوم. كان 1KZ-TE قادرًا على تقليل NO x والسخام. تم استبدال لوحة العدادات بتصميم جديد مع تغييرات طفيفة في نظام التعليق والمكابح وتفاصيل القطع.

## الجيل الثاني (J90: 1996-2002)
خضعت سلسلة J70 لعملية تجديد وظهرت على أنها سلسلة برادو J90، وهي سلسلة مستقلة، في مايو 1996. تم إطالة الجسد. ظل التصميم متوسط المهام، مثل J70. تم استبدال التعليق الأمامي بتصميم مستقل، مشترك مع تاكوماو هيلوكس سيرف، من صنع هينو. تم تصنيع J90 بواسطة مصنع تاهارا، وهو متاح كقاعدة عجلات قصيرة بثلاثة أبواب وقاعدة عجلات طويلة بخمسة أبواب.
بدأت السلسلة ثلاثية الأبواب، في اليابان بـ R في السلسلة التي تتراوح من RZ ، RX ، RS إلى RJ بينما بدأت التشكيلة ذات الخمسة أبواب بـ T في السلسلة التي تتراوح من TZ ،TX ،TS، إلى TJ. تأتي جميع الموديلات مع عظم الترقوة الأمامي المزدوج و 4 نظام تعليق متصل بالإضافة إلى 4WD بدوام كامل. كان نظام ABS ومراقب ميداني يظهر مقياس الارتفاع ومقياس الحرارة والضغط بشكل قياسي في جميع الطرازات. لم يكن جهاز المراقبة الميدانية متاحًا كمعدات قياسية في جنوب إفريقيا. كان عرض التلفزيون ومجموعة الصوت اختيارية.
تضمنت محركات البنزين 2.7 لتر (2693 سم مكعب) 3RZ-FE والجديد في طرازات برادو، 3.4 لتر (3378 سم مكعب) V6 5VZ-FE. كانت محركات الديزل هي 2.8 لتر (2776 سم مكعب) محرك 3 لتر، 3.0 لتر (2986 سم مكعب) محرك 5 لتر، 3.0 لتر (2982 سم مكعب) 1KZ-TE.
كانت هناك أيضًا نسخة فاخرة من J90 تسمى شالنجر. ميزات تشالنجر هي مقاعد جلدية قياسية وخشب على لوحة القيادة.
تم إجراء تغييرات طفيفة، بحلول يونيو 1999. من أجل اتباع القوانين الجديدة، تمت إضافة مصابيح الضباب إلى المصد، باستثناء جنوب إفريقيا. لتقليل السرقة، تم توفير مانع تشغيل المحرك. TX Limited مع 8 مقاعد تستخدم قاعدة TX مع سكة سقف، خلفية أسفل المرآة، تشطيب لوح خشبي، مسند ذراع، مقياس أوبتيترون، تبريد قاعدة بالإضافة إلى سخان خلفي تم إدخاله في هذه السلسلة.
في يوليو 2000، قدمت تويوتا محرك ديزل توربو 1KD-FTV 3.0 بتقنية D-4D ليحل محل 1KZ-TE في اليابان. تم تجميع برادو بواسطة سوفاسا في كولومبيا من 1999 حتى 2009 دون تغييرات كبيرة. كان هناك نسختان، 3 أبواب بمحرك 2.7 لتر و 5 أبواب بمحرك 3.4 لتر V6 مع يدوي 5 سرعات أو أوتوماتيكي بـ 4 سرعات.
بين عامي 2005 و2009 عرضوا خيارًا اختياريًا نسخة مصفحة من الإصدار 5 أبواب. عندما تم إطلاق برادو في المملكة المتحدة في عام 1996، كان يطلق عليها لاند كروزر كلورادو واستبدلت 4 رنر، التي تم إيقاف بيعها. تم تسميتها بهذا الاسم لتمييزها عن سيارة لاند كروزر الأكبر - التي أعيدت تسميتها باسم لاند كروزر أمازون - والتي كانت معروضة للبيع بالفعل. أسقطت علامة كولورادو في عام 2003، عندما أعيدت تسميتها ببساطة لاند كروزر. في جمهورية أيرلندا، تم بيع معظم سيارات لاند كروزر كإعلانات تجارية مع إزالة النوافذ الجانبية الخلفية والمقاعد لأسباب ضريبية.

## الجيل الثالث (J120: 2002-2009)
ظهر الجيل الثالث من برادو في عام 2002، وقد قام بتعديل نظام التعليق الأمامي لتحسين الموثوقية. بدأ التطوير في عام 1997 وأعمال التصميم في عام 1998، مع الاقتراح الفائز الذي نشأ من لانس سكوت من استوديو تصميم تويوتا  ED2 في فرنسا في أواخر عام 1999. تشمل المحركات 2.7 لتر (2693 سم مكعب) على التوالي 4 3RZ-FE  3.4 لتر (3378 سم مكعب) V-6 5VZ-FE و 3.0 لتر (2982 سم مكعب) ديزل توربيني 1KZ-TE. في دول مثل الصين ، يتوفر محرك مطور حديثًا 1GR-FE V6. أصبح مانع تشغيل المحرك من المعدات القياسية في بعض الأسواق.
تم استبدال محرك 3RZ-FE بمحرك 2.7 لتر (2694 سم مكعب) 2TR-FE في أغسطس 2004، وفي يوليو من نفس العام، تم استبدال محرك 5VZ-FE بمحرك 4.0 لتر (3955 سم مكعب) V6 1GR-FE مع يتوفر ناقل حركة أوتوماتيكي بخمس سرعات في أواخر عام 2005. في أمريكا الشمالية، يُعرف هذا الطراز باسم لكزس GX 470 بمحرك 4.7 لتر (4663 سم مكعب) V8 2UZ-FE.
تحتوي موديلات الديزل على محرك ديزل بشاحن توربيني 1KZ-TE مع أقصى معدل إنتاج 96 كيلو واط (131 حصانًا، 129 حصانًا) بالإضافة إلى محرك ديزل مستنشق طبيعي 5L-E بقوة 70 كيلو واط (95 حصان، 94 حصان). في نوفمبر 2006، طرحت تويوتا محرك ديزل بشاحن توربيني 1KD-FTV (محرك D-4D لتلبية معايير الانبعاث إيورو IV. يولد هذا المحرك 127 كيلو واط (173 حصانًا، 170 حصانًا) من الطاقة و 410 نيوتن متر (302 رطل قدم) من عزم الدوران. تمت مطابقة الترقية إلى محرك D-4D أيضًا مع ترقيات ناقل الحركة إلى نطاق الديزل، مع إضافة ناقل حركة أوتوماتيكي بـ 5 سرعات و 6 سرعات يدويًا بما يتماشى مع النطاق الذي يعمل بالبنزين.من أغسطس 2007، تلقت سيارة برادو العديد من المعدات وفازت السيارة بثلاث جوائز لأفضل أداء على سيارة من نوع SUV في أستراليا والولايات المتحدة.
تشترك لاند كروزر برادو من سلسلة 120 في نفس أجزاء التعليق مثل هيلوكس سيرف /  4 رنر وكروزر FJ  لسنوات مماثلة.
يوجد إصدار أقصر بثلاثة أبواب من السلسلة 120، برمز 125 بدلاً من 120. المحركات هي نفسها، معظم الميزات هي نفسها؛ فقط 1KZ-TE كان متاحًا فقط في إصدار خمسة أبواب. يتميز الطراز ثلاثي الأبواب بصفين فقط من المقاعد. خزان الوقود محدود بـ 87 لترًا، ولا يتوفر نظام خزان وقود فرعي. بالنسبة لطراز عام 2007 على الطرز اليابانية فقط، يتم تقديم G-BOOK، وهي خدمة عن بُعد بالاشتراك، كخيار.
تتكون برادو اليابانية من 6 مستويات تقليم معروفة باسم RX و RZ و TX و TX Limited و TZ و TZ 'G Selection' يتكون الطراز الأعلى من المواصفات المعروف باسم سلكشن TZ 'G ' من ميزات مثل مقاعد السائق الأمامي والراكب المدفأ والمقاعد الخارجية المدفئة المرايا، والتعليق الهوائي القابل للضبط، والتحكم في بدء التلال، يساعد في التحكم في مساعدة المنحدرات، والقفل التفاضلي المركزي، وأحيانًا التدفئة التلقائية للمحرك.

## الجيل الرابع (J150: 2009 حتى الآن)
يتوفر الجيل الرابع في بعض الأسواق منذ أكتوبر 2009. هناك نوعان من المتغيرات الأساسية، خمسة أبواب وثلاثة أبواب. يتم تقديم متغير خمسة أبواب في السوق العامة في درجات TXL و VXL - وهي أكثر بكثير من الخيارات المعبأة. يتميز هذا الجيل من برادو بنظام دفع رباعي متقدم ومجموعة من الأدوات الإلكترونية. يتم تقديم هذا الجيل من برادو في الولايات المتحدة بشارة طراز 2010 لكزس GX 460 مع تقليم فاخر.
اعتمادًا على السوق، يتوفر الجيل الرابع مع عجلة احتياطية مثبتة أسفل الأرضية أو مثبتة على الباب الخلفي. على سبيل المثال، تحتوي سيارات المملكة المتحدة على العجلة الاحتياطية المركبة أسفل الأرضية، بينما في أستراليا والأرجنتين يتم تثبيت العجلة الاحتياطية على الباب الخلفي، مما يترك مساحة لخزان الوقود الإضافي، وهو أمر مرغوب فيه في البلدان التي قد تكون الرحلات الطويلة في المناطق المعزولة فيها مطلوب. تبلغ سعة الوقود في سلسلة الخزانات المزدوجة الرابعة 150 لترًا مقارنة بـ 179 لترًا من السلسلة الثالثة.
تم استبدال مقاعد الصف الثالث القابلة للإزالة بثلاثة مقاعد في J120 بمقاعد قابلة للطي في الأرضية تتسع لشخصين فقط - وهو المسؤول أيضًا عن فقدان سعة الحمولة وتقليل سعة الوقود المزدوج والارتفاع القابل للاستخدام في مقصورة الشحن .
في طرازي كاكادو و ZR بثلاثة أبواب، توجد ستة أوضاع للكاميرا تتيح الرؤية إلى الأمام والأسفل، إلى الجانب الأمامي والخلفي، وإلى الخلف. ظل المحرك على حاله، على الرغم من تغيير نقاط تغيير التروس الأوتوماتيكية لتحقيق أقصى قدر من الاقتصاد في استهلاك الوقود بدلاً من الأداء الأقصى، حتى في الوضع الرياضي.
في يونيو 2015، قامت تويوتا، في يونيو 2015 بتحسين محرك البنزين باستخدام VVT-i المزدوج، مما أدى إلى زيادة إنتاج الطاقة بمقدار 5 كيلو واط إلى 207 كيلو واط (281 حصانًا، 278 حصانًا) وعزم الدوران إلى 381 نيوتن متر (281 رطل قدم). تم استبدال محرك الديزل بمحرك 1GD-FTV الأصغر. تمت ترقية كلا المحركين إلى ناقل حركة أوتوماتيكي أيسين AC60F بست سرعات.
تم إطلاق عملية شد الوجه الثانية في اليابان وأوروبا وتركيا وأستراليا في 12 سبتمبر 2017.

### أستراليا
تم إطلاق الجيل الرابع من برادو في أستراليا في 16 نوفمبر 2009. تشمل الموديلات ذات الخمسة أبواب GX وGXL وVX وكاكادو الراقية. تم تسعير طراز ألتيتيود، الذي تم طرحه في عام 2012، بين GXL و VX. تحتوي برادو ألتيتيود على نظام ملاحة عبر الأقمار الصناعية، وسقف على شكل قمر ثنائي الاتجاه، وحواف جلدية محركة، ومركز وسائط متعددة بشاشة تعمل باللمس مقاس 7 بوصة. في أواخر عام 2013، تخلت تويوتا عن طراز برادو ثلاثي الأبواب بسبب ضعف المبيعات.
شهد عام 2013 أيضًا تحديثًا، مع المزيد من المعدات القياسية واللوحات الأمامية الجديدة والمصابيح الأمامية الجديدة. تلقت نماذج المواصفات الأعلى مصابيح أمامية ليد وتحسينات في التعليق. 
على عكس اليابان، احتفظت تويوتا أستراليا بمحرك سعة 4.0 لتر V6. تلقت جميع طرازات GXL نظام الملاحة عبر الأقمار الصناعية مقاس 7 بوصات كمعيار.
اعتبارًا من ديسمبر 2020، يتم تقديم جميع طرازات برادو بناقل حركة أوتوماتيكي فقط. كما أنها متوفرة فقط مع محرك توربو ديزل 4 سلندر سعة 2.8 لتر. 

### أوروبا
في أوروبا ، تم تعيين  برادو J150 على أنها لاند كروزر  LC3 وLC4 وLC5، اعتمادًا على مستويات المعدات. في بعض الأسواق، تتوفر أنواع مختلفة من الشاحنات التجارية، بناءً على هيكل قاعدة العجلات القصيرة. 

### اليابان
في اليابان، كان محرك 1GR-FE وتقليم TZ متاحين من عام 2009 حتى يونيو 2015. بدءًا من يونيو 2015 فصاعدًا، تتوفر المحركات ومستويات القطع التالية:
| Engine                                                           | Trim        |
| ---------------------------------------------------------------- | ----------- |
| 2.7 L 2TR-FE 120 كـو (163 PS؛ 161 حصان), 246 ن·م (181 رطل·قدم)   | حزمة TX L   |
| 2.7 L 2TR-FE 120 كـو (163 PS؛ 161 حصان), 246 ن·م (181 رطل·قدم)   | TX          |
| 2.7 L 2TR-FE 120 كـو (163 PS؛ 161 حصان), 246 ن·م (181 رطل·قدم)   | TX 5 المقعد |
| 2.8 L 1GD-FTV 130 كـو (177 PS؛ 174 حصان), 450 ن·م (332 رطلق·قدم) | TZ-G        |
| 2.8 L 1GD-FTV 130 كـو (177 PS؛ 174 حصان), 450 ن·م (332 رطلق·قدم) | TX L حزمة   |

هدف المبيعات الشهرية لليابان هو 1000 وحدة.

### الصين

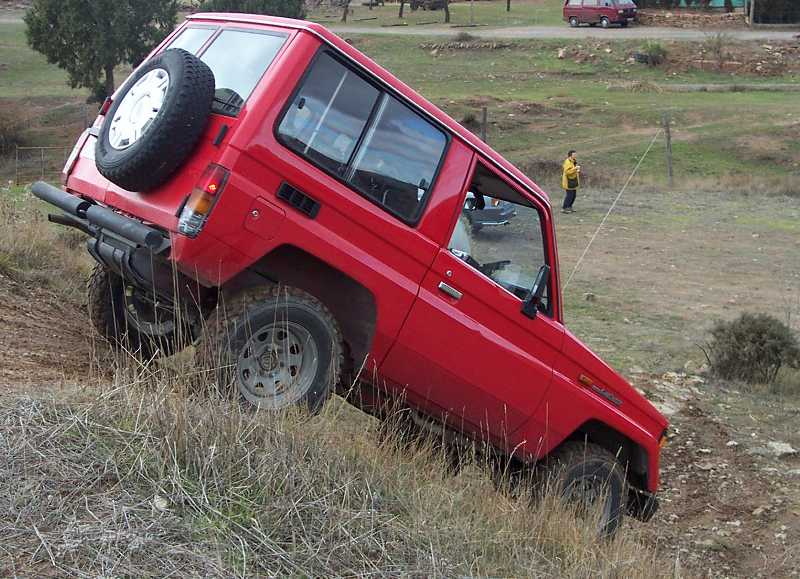
صورة من الخلف.

تم إقران محرك 1GR-FE V6 سعة 4.0 لتر بشكل قياسي بعلبة تروس أوتوماتيكية بخمس سرعات. في 24 سبتمبر 2015، حصل الجيل الرابع من عمليات تعديل منتصف العمر على محرك V6 جديد سعة 3.5 لتر، 7GR-FKS ليحل محل محرك V6 السابق سعة 4.0 لتر. في حين أن سعة المحرك أقل عند مقارنتها بـ 4.0 لتر، يظل خرج الطاقة كما هو عند 206 كيلوواط (280 حصانًا، 276 حصانًا) وعزم دوران 365 نيوتن متر (269 رطل قدم). إنها تستخدم وقودًا أقل وهي الدولة الوحيدة في العالم التي تقدم برادو بمحرك V6 سعة 3.5 لتر (طراز GRJ152L) للمستهلك جنبًا إلى جنب مع محرك البنزين رباعي الأسطوانات سعة 2.7 لتر (طراز TRJ152L). [16] وفي الوقت نفسه، حصلت نسخة المحرك سعة 2.7 لتر (طراز TRJ152L)، التي تم تقديمها في أكتوبر 2013، على محرك 2TR-FE معدل مع VVT-i مزدوج، وتم استبدال المحرك الأوتوماتيكي رباعي السرعات بـ AC60F بست سرعات سابقًا؛ النسخة 3.5 لتر V6 حصلت أيضًا على ناقل الحركة الجديد.

## معرض

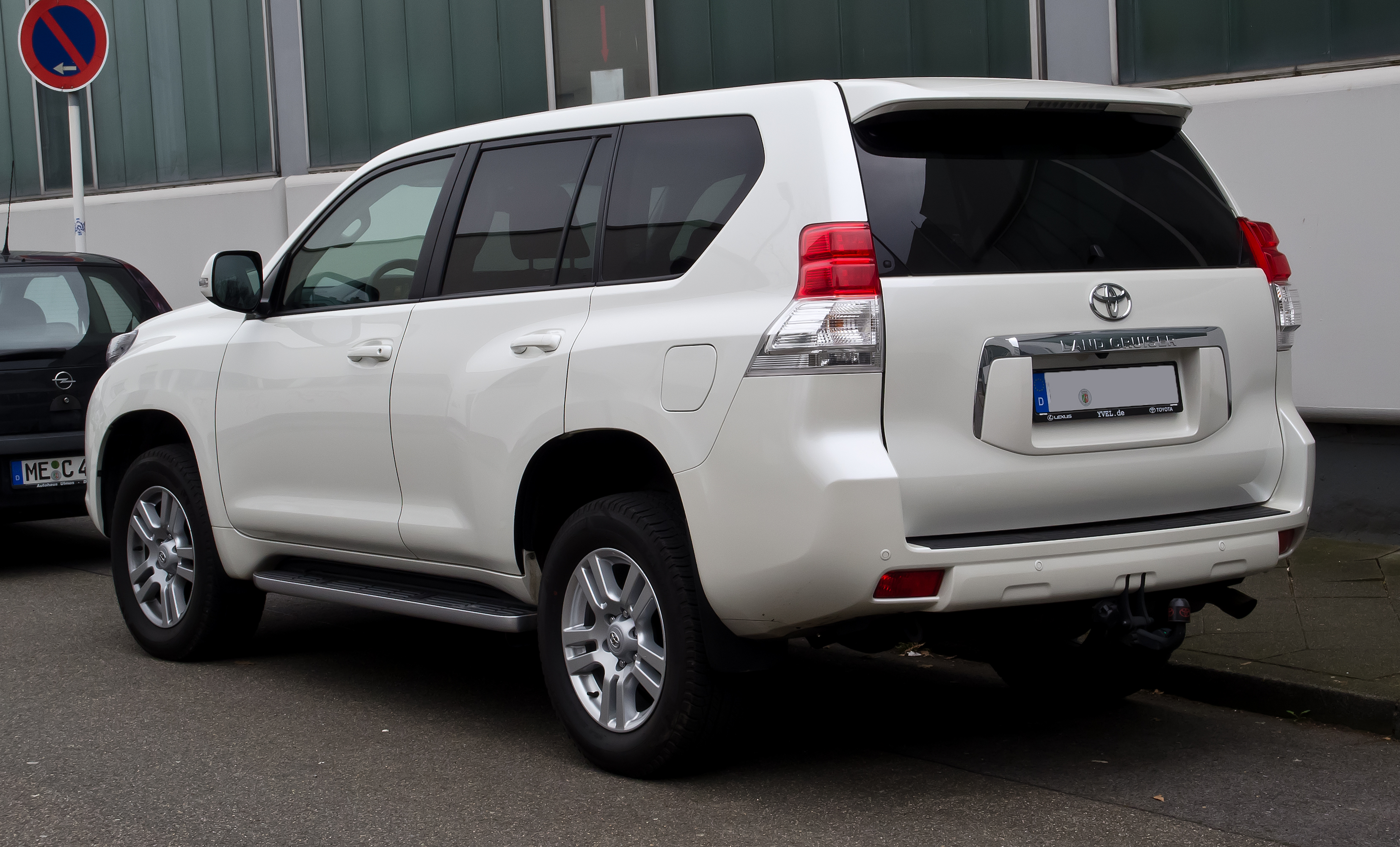
تويوتا لاند كروزر لايف (kdg150 ما قبل التعديل في ألمانيا).
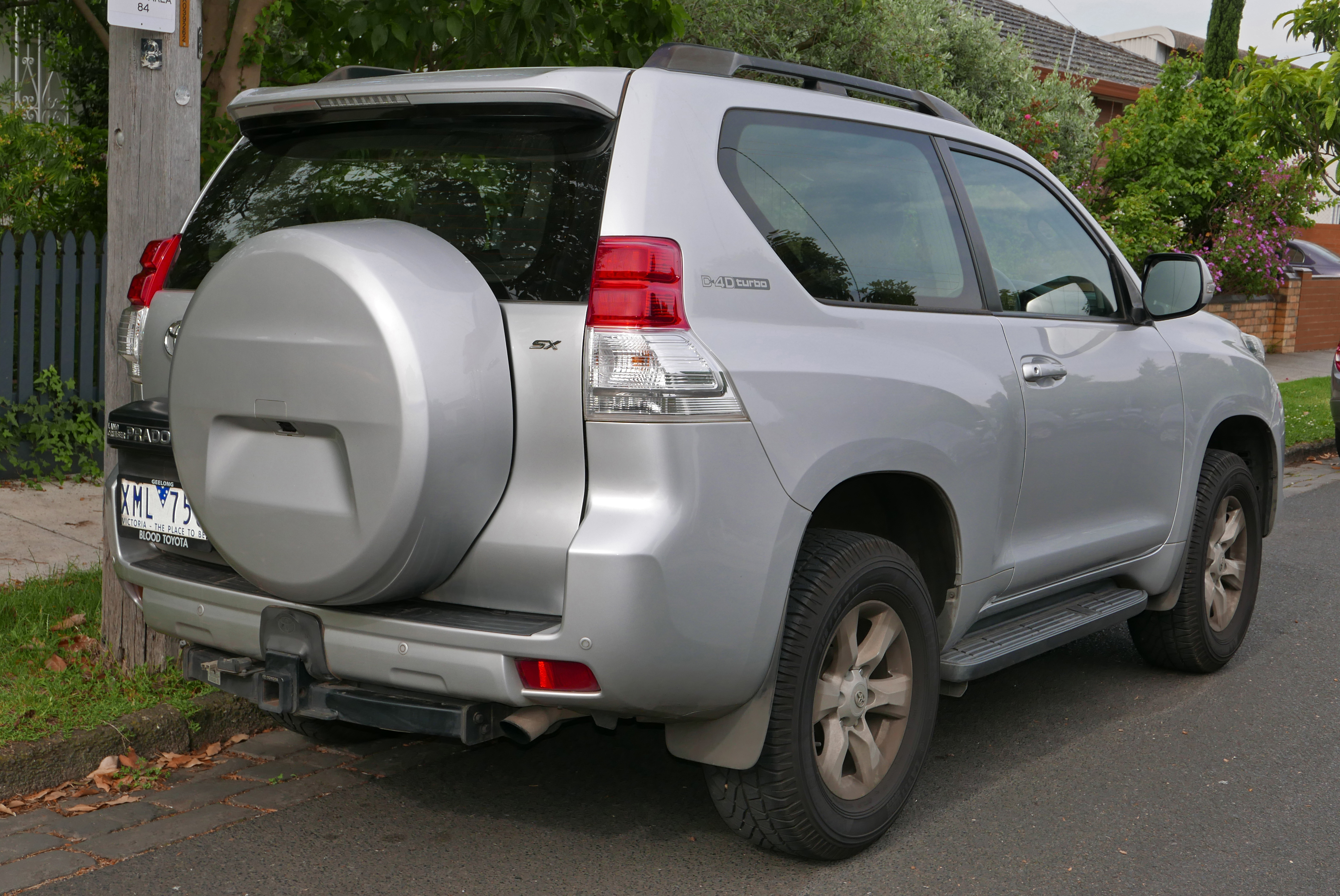
تويوتا لاند كروزر برادو 3 أبواب قبل التعديل في أسترليا.
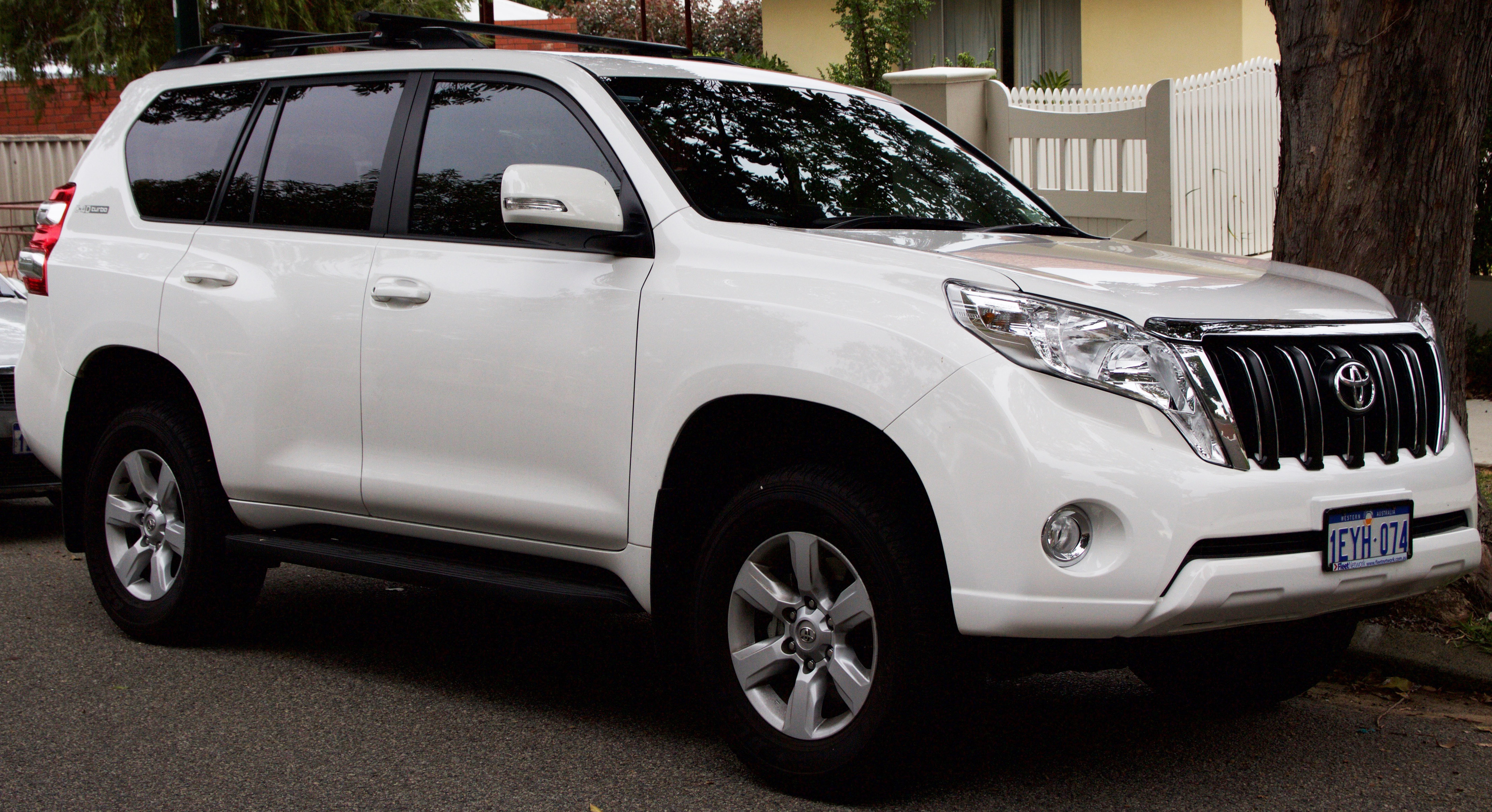
تويوتا لاند كروزر برادو (KDJ150,أول تعديل في أسترليا)
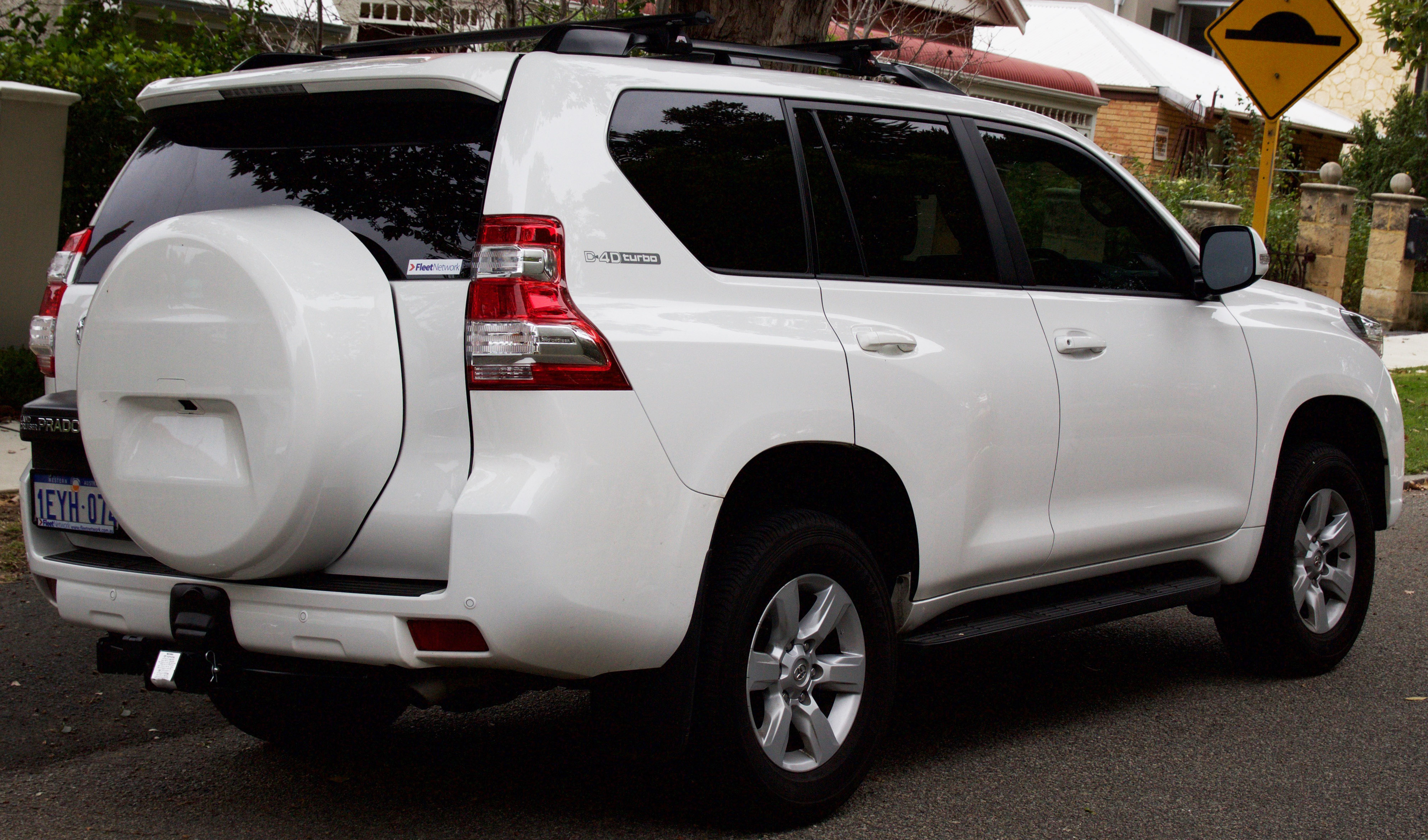
تويوتا لاند كروزر برادو (KDJ150,أول تعديل في أسترليا)
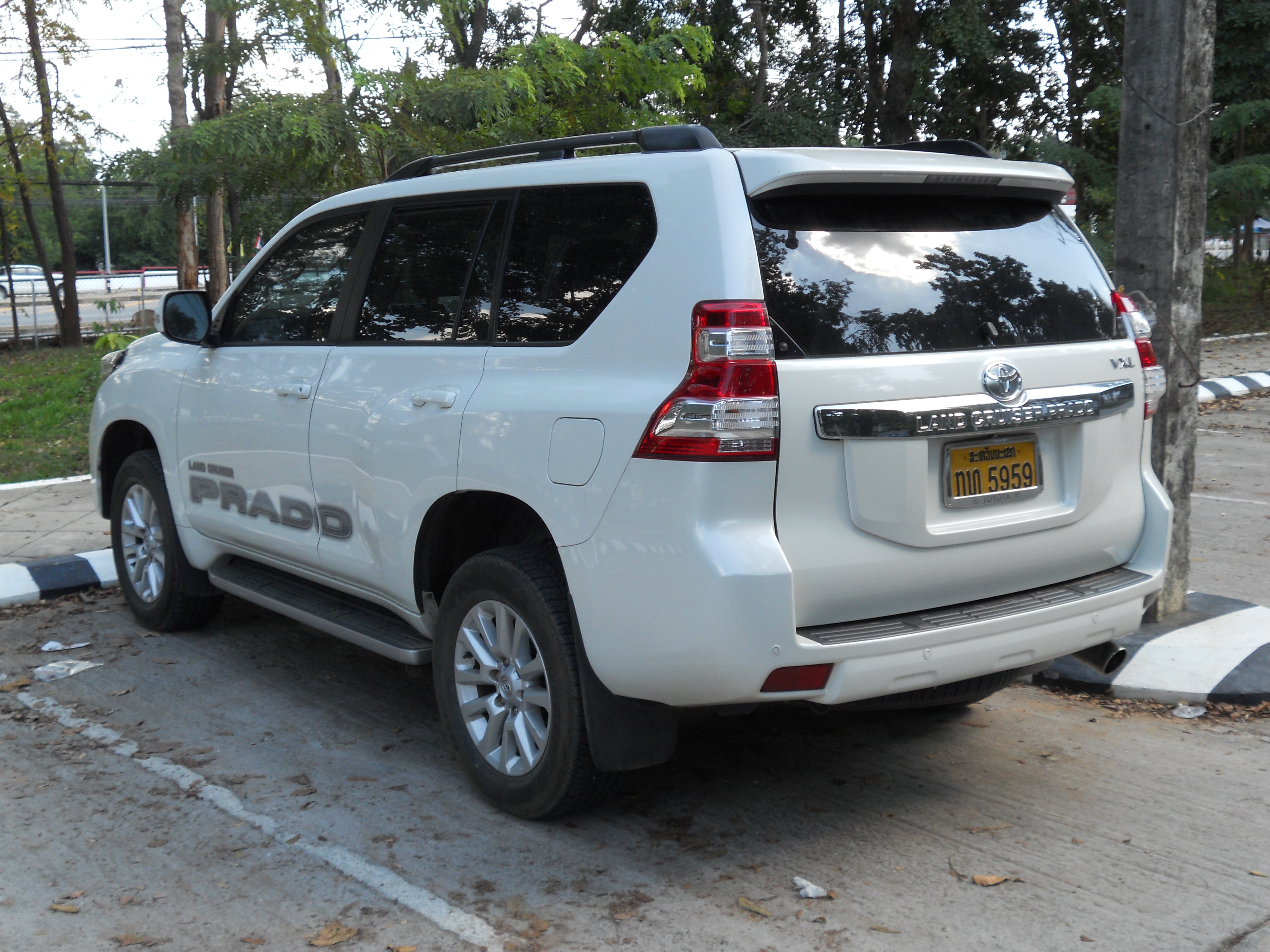
تويوتا لاند كروزر برادو (KDJ150,أول تعديل في أسترليا) vxl.
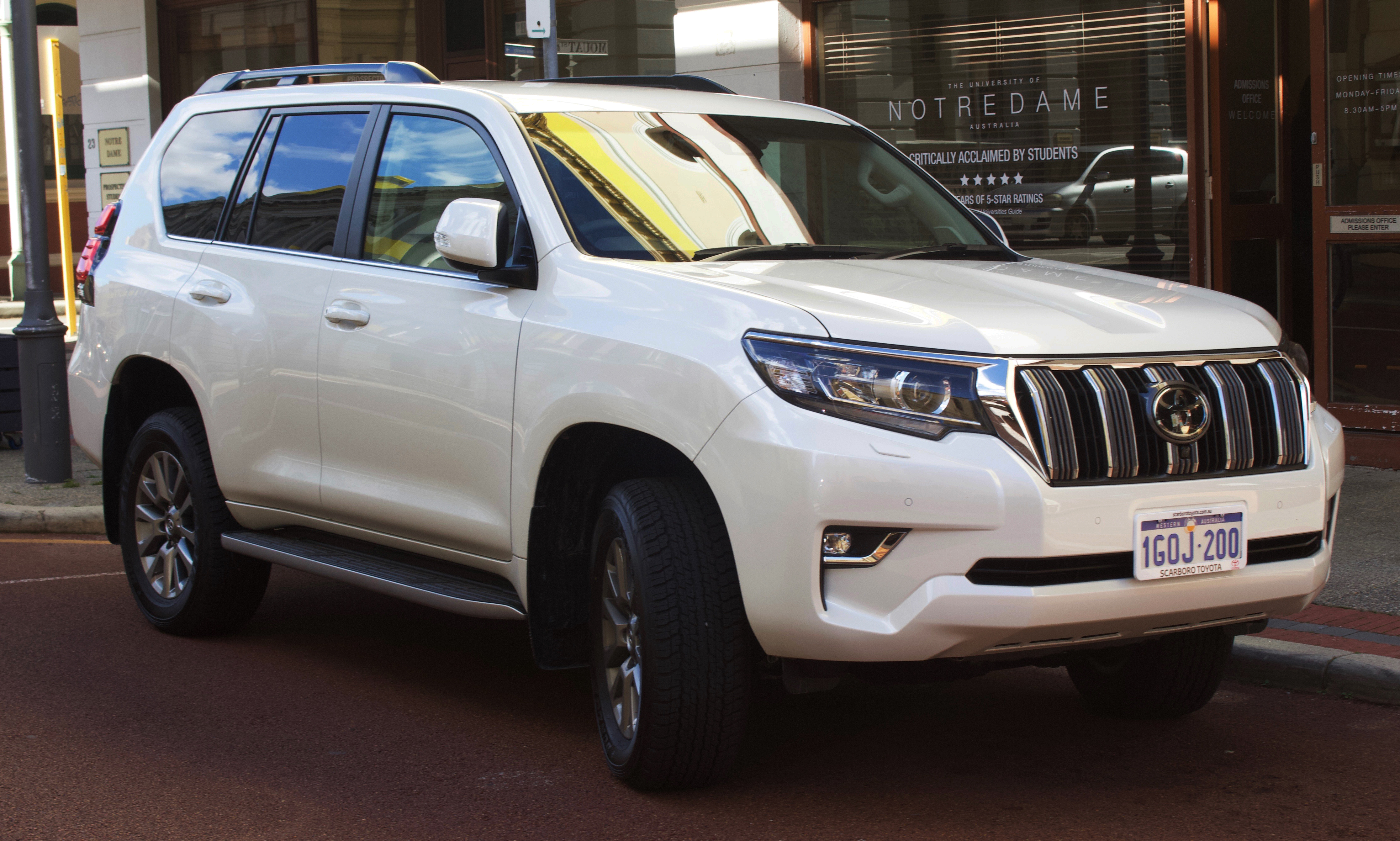
تويوتا لاند كروزر برادو (KDJ150,ثاني تعديل في أسترليا) VX.
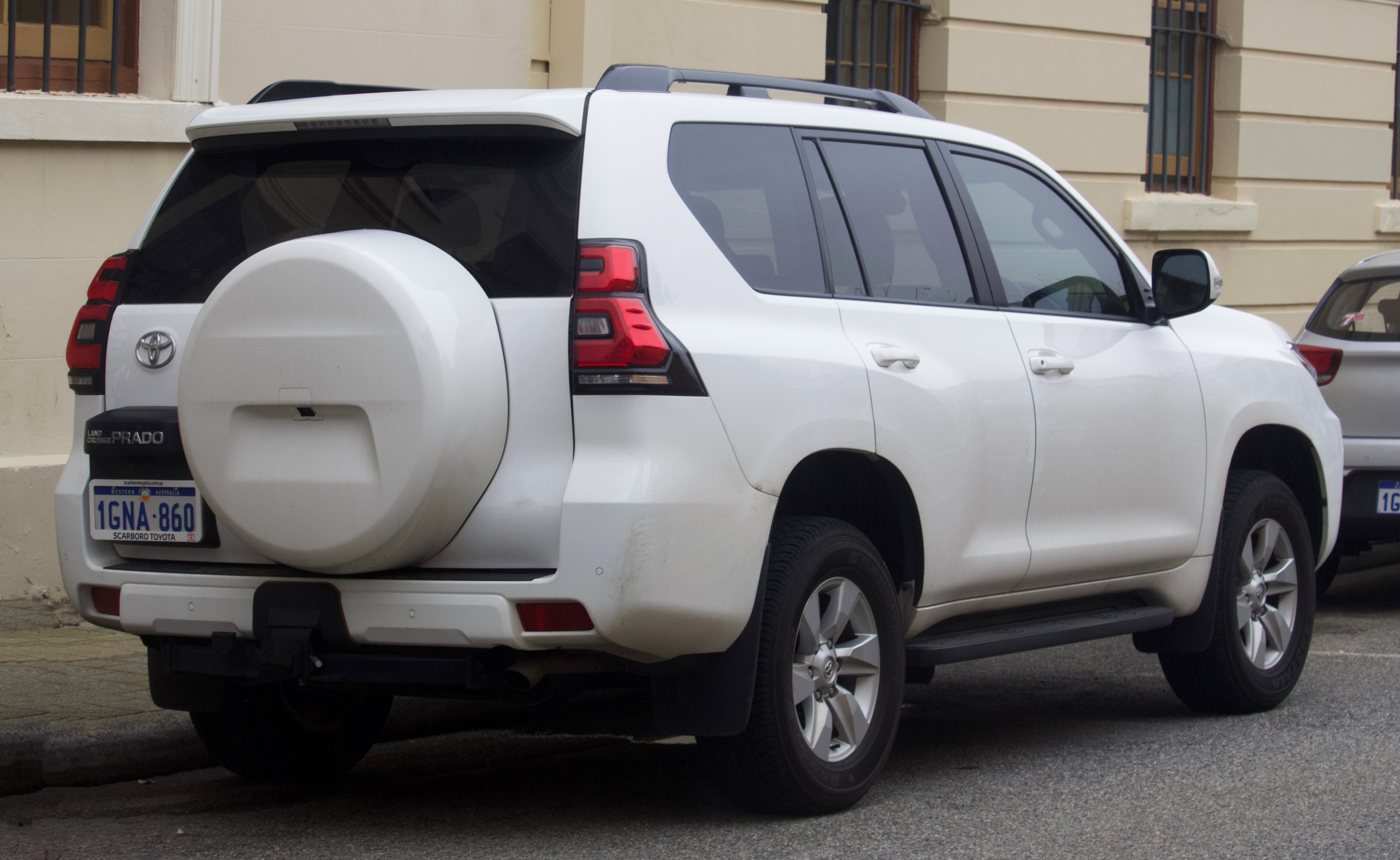
تويوتا لاند كروزر برادو (GDJ150,ثاني تعديل في أسترليا) GXL.
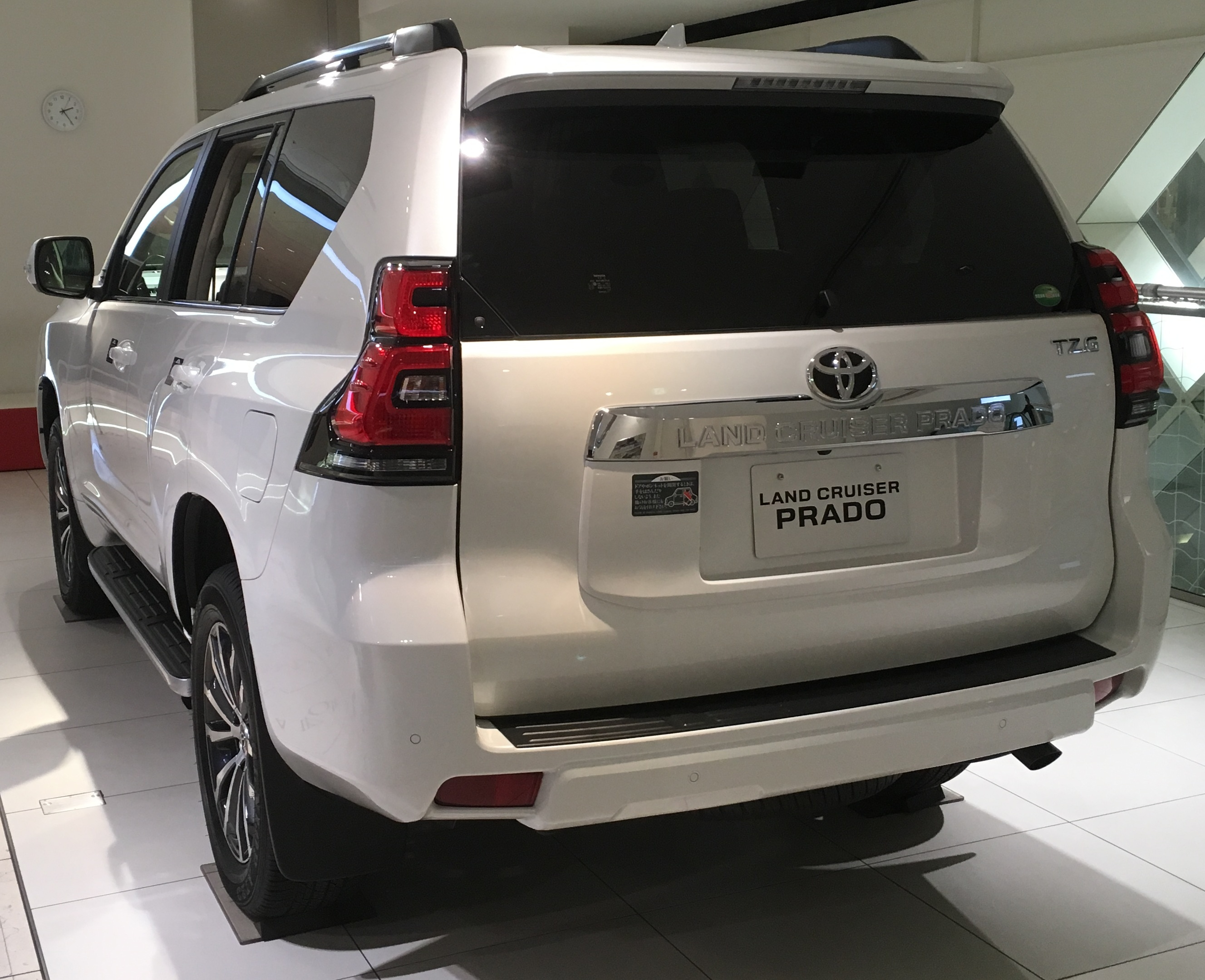
تويوتا لاند كروزر برادو (GDJ150,ثاني تعديل في اليابان) GXL.
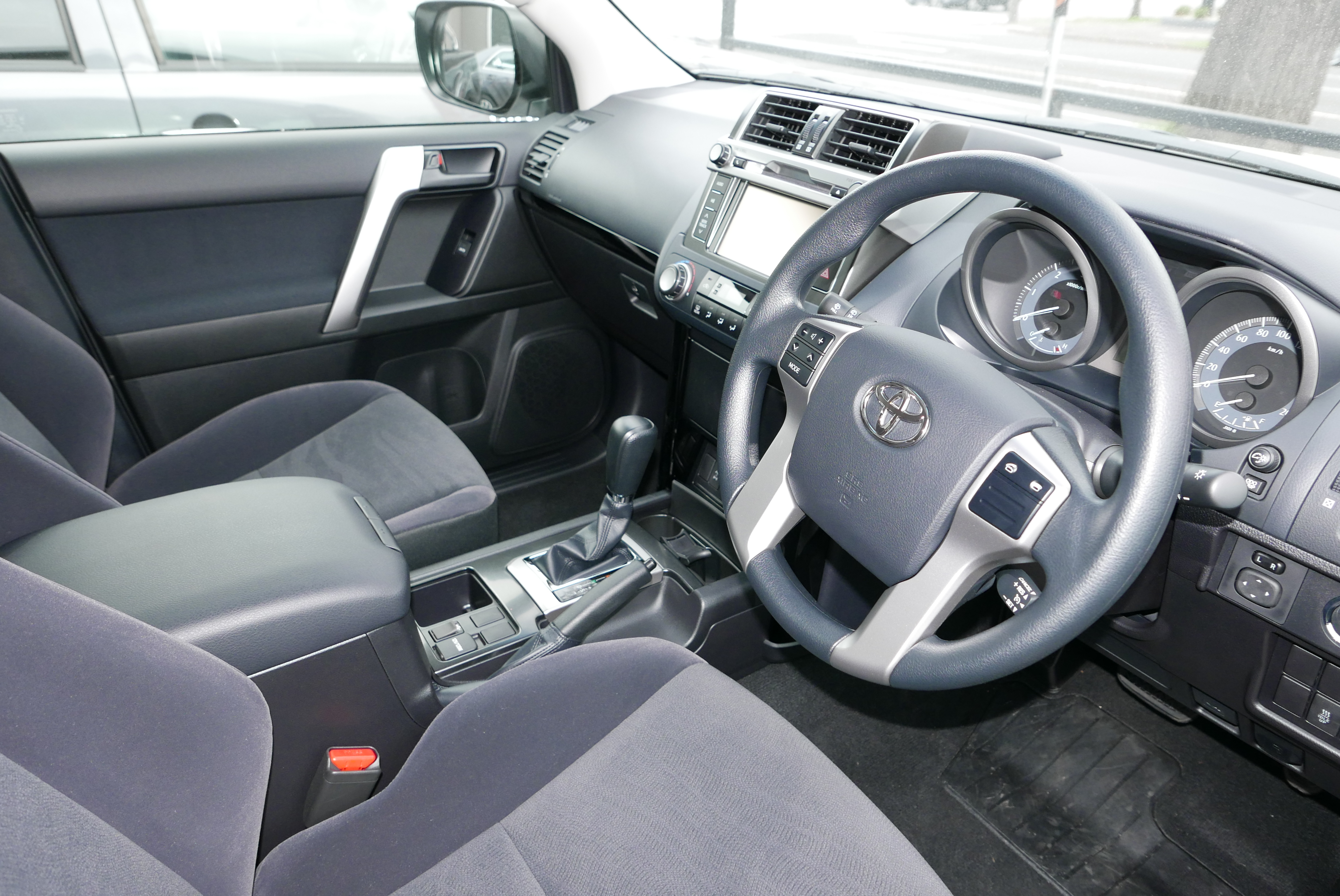
من الداخل.